# Walter Ballhause
Walter Ballhause (* 3. April 1911 in Hameln; † 8. Juli 1991 in Plauen) war ein deutscher Fotograf.
Walter Ballhause war ein Fotograf, der als politisch engagierter Mensch hauptsächlich sozialdokumentarisch arbeitete. Dabei wird er dem Teilbereich „Arbeiterfotografie“ zugeordnet, auch wenn er nicht der Organisation der Arbeiterfotografen angehörte.

## Biografie
Walter Ballhause wurde in Hameln als jüngstes Kind des Schuhmachers Karl Ballhause und der Lederstepperin Anna (geb. Helbig) geboren. Er wuchs in ärmlichsten Verhältnissen auf. In den ersten acht Jahren nach seiner Einschulung wechselte er achtmal die Schule und zehnmal den Wohnsitz.
Nach der Scheidung seiner Eltern zog Walter 1919 mit seiner Mutter nach Hannover, verdingte sich dort als Zeitungsausträger und besuchte bis 1925 weiterhin die Volksschule. Im selben Jahr begann er seine Ausbildung als Laborant bei der Hanomag in Hannover-Linden und wurde im Anschluss 1928 arbeitslos.
1925 wurde Ballhause Mitarbeiter bei der sozialdemokratischen Jugendorganisation „Die Falken“ und war 1929 bis 1931 Mitglied der SPD, gründete 1931 mit Otto Brenner dann jedoch die Ortsgruppe Hannover der Sozialistischen Arbeiterpartei Deutschlands (SAP).
Um diese Zeit begann Ballhause neben seinem Beruf und seinen politischen Aktivitäten in seinem sozialen Umfeld zu fotografieren. 1933 war er aus politischen Gründen kurze Zeit inhaftiert. Von 1934 bis 1941 bildete er sich in Abendkursen parallel zur Tätigkeit bei Hanomag als Chemotechniker fort und zog nach 1941 nach Plauen, wo er als Leiter des Labors des Unternehmens Vomag arbeitete. Erneut verhaftet wurde Ballhause 1944 und wurde am 17. April 1945 durch amerikanische Soldaten der 89th Infantry Division aus dem Zwickauer Zuchthaus Schloss Osterstein befreit. Ballhause war danach bis 1947 Bürgermeister von Straßberg und gründete dort eine Ortsgruppe der KPD. Von 1954 an lebte und arbeitete er in Plauen als Technischer Leiter der Plamag-Gießerei. 1971 ging Ballhause in den Ruhestand.

## Wirken als Fotograf
Walter Ballhauses Fotografien wurden erst in den 1970er Jahren öffentlich bekannt. Bis dahin hatte Ballhause über Jahrzehnte hinweg konsequent fotografiert, ohne dass sein Werk publiziert oder ausgestellt wurde. Ballhauses Fotografien erhielten in der Folge erhebliche Anerkennung, da es ihm gelang, auf hohem künstlerischen Niveau die Lebenssituation von Menschen am Rande der Gesellschaft darzustellen. Sein Hauptwerk, das zwischen 1930 und 1933 entstand, dokumentiert die soziale Situation des damaligen Lumpenproletariats, die Lage von Arbeitslosen, Kriegsversehrten, Bettlern aber auch das Leben von proletarischen Großstadtkindern und alten Menschen. Ebenfalls fotografierte er u. a. Arbeitersiedlungen, dokumentierte die Existenzängste kleiner Gewerbetreibender und hielt Eindrücke aus Ferienlagern der Falken sowie Aktivitäten der Arbeitersportbewegung fest. Daneben gelangen ihm aber auch Impressionen zum zeitgenössischen Freizeitverhalten. Parallel war er Chronist seiner eigenen politischen Aktivitäten in der SAP, aber auch der erstarkenden nationalsozialistischen Bewegung. Walter Ballhause fotografierte in dieser Zeit häufig mit „versteckter Kamera“, einer Leica.
Nach dem Zweiten Weltkrieg fand Ballhause wieder Anschluss an seine fotografische Praxis und Erfahrung. Nun fotografierte er (schon 1947) den Wiederaufbau der Vomag und die Arbeit in diesem Werk der Stahlindustrie. Wieder begleitete ihn die Kamera in Arbeit und Freizeit.
Nachdem sein Werk an die Öffentlichkeit gelangt, kam es auch 1981 zu ersten Veröffentlichungen.

### Ausstellungen und Vorträge
Für die Ausstellung Widerstand in Niedersachsen 1971/72 stellte Ballhause rund 100 Fotoabzüge zur Verfügung. Ab 1977 beteiligte er sich an Ausstellungen in beiden deutschen Staaten. Ab 1981 wurden seine Werke auch in Einzelausstellungen im Ausland ausgestellt. Im Vogtlandmuseum Plauen fand 1986 die Fotoausstellung Walter Ballhause: Menschen an meiner Seite – Blick über vier Jahrzehnte statt. Ab 1982 hielt Ballhause Dia-Ton-Vorträge in der DDR, der Bundesrepublik und den USA.

## Schriften (Auswahl)
- mit Rudolf Lerchenmüller: 750 Jahre Gemeinde Kürbitz 1225–1975. Eine heimatkundliche Schrift über die Geschichte der Menschen und die Entwicklung ihres kleinen Dorfes in schöner Umgebung nahe der Spitzenstadt Plauen. Dorfklub Kürbitz, 1975.
- Zwischen Weimar und Hitler. Sozialdokumentarische Fotografie 1930–1933. Schirmer-Mosel, München 1981, ISBN 3-921375-86-X.
- mit Johannes R. Becher: Überflüssige Menschen. Fotografien und Gedichte aus der Zeit der großen Krise. Philipp Reclam jun., Leipzig 1981.
- Günter Dornfeld (Ltg.), Walter Ballhause (Ill.): Denkmale im Kreis Plauen. Bearbeitet von einer Arbeitsgruppe des Kreisdenkmalaktivs Plauen. Rat des Kreises, Abt. Kultur, Plauen 1982.
- mit Fritz Rudolf Fries: Licht und Schatten der dreißiger Jahre. Foto-Dokumente aus dem Alltag. Deutscher Taschenbuch Verlag, München 1985, ISBN 3-423-10501-1. (Reihe dtv Zeugen und Zeugnisse. dtv Bd. 10501)
- mit Hans-Peter Wiechers: Harte Zeiten. Menschen in Hannover 1930–1933. zu Klampen, Springe 2016, ISBN 978-3-86674-538-4.

## Ehrungen

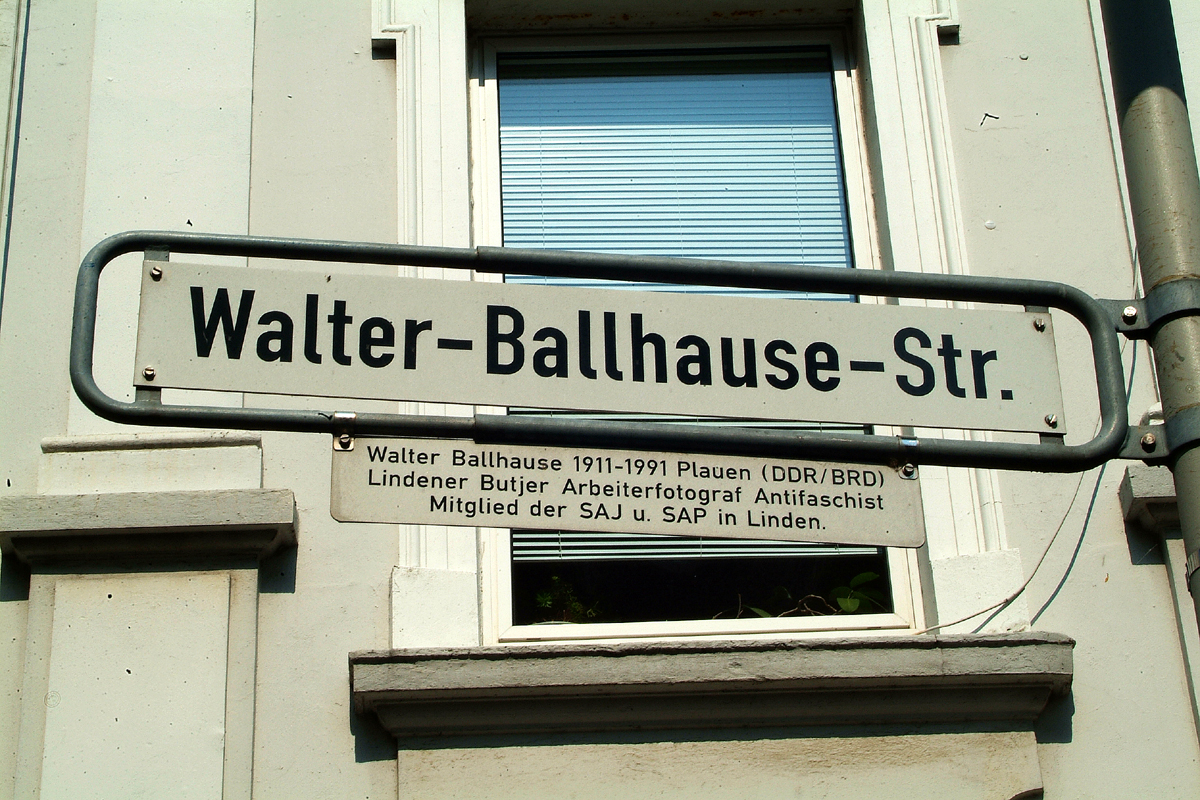
Straßenschild in Hannover-Linden

- 1982: Ehrenmitgliedschaft der Arbeiterfotografie e. V.[3]
- 1988: Ehrenmitgliedschaft des Verbandes Bildender Künstler der DDR[3]
- Im Jahr 2000 wurde die Walter-Ballhause-Straße in Linden-Nord nach dem Fotografen umbenannt.[4] Auf dem am Straßenschild angebrachten Zusatzhinweis wird er als Lindener Butjer bezeichnet.[6]

## Film
- Walter Ballhause – Einer von Millionen. DEFA-Dokumentarfilm, Porträt, Regie: Karlheinz Mund, 1982